# Yuanbuzi (köpinghuvudort i Kina, Shanxi Sheng, lat 39,82, long 112,53)
Yuanbuzi är en köpinghuvudort i Kina. Den ligger i provinsen Shanxi, i den norra delen av landet, omkring 220 kilometer norr om provinshuvudstaden Taiyuan. Antalet invånare är 11 837. Befolkningen består av 4 183 kvinnor och 7 654 män. Barn under 15 år utgör 11,0 %, vuxna 15-64 år 82 %, och äldre över 65 år 5,0 %.
Runt Yuanbuzi är det ganska tätbefolkat, med 139 invånare per kvadratkilometer. Närmaste större samhälle är Yujing, 17,3 km söder om Yuanbuzi. Trakten runt Yuanbuzi består i huvudsak av gräsmarker.
Genomsnittlig årsnederbörd är 632 millimeter. Den regnigaste månaden är juli, med i genomsnitt 177 mm nederbörd, och den torraste är december, med 3 mm nederbörd.